# Vocal
Les vocals són els sons de la parla que s'articulen exclusivament amb la vibració de les cordes vocals, sense que el pas de l'aire per les cavitats superiors de l'aparell fonador (la faringe, la cavitat bucal i la cavitat nasal) hi afegeixin cap altre element sonor. Aquestes cavitats només actuen com a ressonadors, alterant els harmònics del so activat per les cordes vocals. Les vocals s'oposen a les consonants.
Hi ha tres factors de classificació de les vocals, en funció de com la cavitat bucal i la cavitat nasal alteren els harmònics del so produït per les cordes vocals: 
- el punt d'articulació, que depèn de la posició de la llengua, que pot ser avançada o endarrerida, i/o més o menys abaixada (vocal oberta) o alçada (vocal tancada) cap al paladar.
- la labialització, que depèn de la posició dels llavis, amb arrodoniment o sense.
- la nasalització, que depèn de la participació o no de la cavitat nasal com a ressonador.

En acústica els diferents formants de cada vocal es veuen com a parts fosques d'un espectrograma. Les vocals són els sons més estudiats.
Una vocal pot unir-se amb altres en la pronunciació i formar així un diftong o un triftong, presents en la majoria de llengües. La capacitat de distingir entre sons vocàlics seguits s'anomena vocalització quàntica. Cal remarcar que la pronúncia de les vocals varia molt entre els diferents idiomes. Els signes per representar les vocals són els que més sovint porten un signe diacrític.

## Vocals en les diferents llengües
En certes llengües, particularment les llengües semítiques, l'alternança de vocals tendeix a marcar inflexions, i no s'acostumen a escriure en els seus alfabets (anomenats abjads). En altres llengües, les vocals són un fonema essencial de la paraula. Les vocals són especialment importants en llengües que disposen de poques consonants (com ara el maori o el hawaià), o llengües en què la proporció de consonants és relativament petita (com ara el sedang, parent del vietnamita, que distingeix 55 sons vocàlics diferents). El japonès és una de les poquíssimes llengües que té vocals sordes.
En moltes llengües, entre elles el català, no es pot tenir una síl·laba sense vocal, ja que actuen com a nucli sil·làbic. De fet, una vocal sola pot formar una síl·laba i fins i tot una paraula completa: a, a-mic, pe-ó, o-bo-è, a-cla-mar...

### Sistemes vocàlics
La majoria de llengües tenen entre 3 i 7 vocals, i aquestes 5 són les més comunes: A, E, I, O, U. Se solen representar segons el triangle vocàlic de l'AFI.
Aquesta configuració és la més comuna perquè representa l'ús més eficaç de l'espai vocàlic, de manera que petites variacions en una vocal no produeixen confusions. Com a exemple, el castellà i el grec modern empren aquest sistema. El llatí ja tenia una configuració semblant, si bé distingia entre vocals curtes i llargues. No tots els seus derivats foren tan frugals com el castellà, però, ja que el francès distingeix 16 vocals (incloent-hi les nasals). D'entre les llengües europees, les germàniques són particularment riques en sons vocàlics, amb el suec al capdavant, amb 17 vocals.
A l'altre extrem de l'espectre, els dialectes tsuizi i abzui de l'abkhaz coneixen només dues vocals. Totes les llengües naturals inclouen alguna mena de a.

### El sistema vocàlic català
En català, amb les possibilitats de e i o obertes o tancades i l'existència de la vocal neutra, hi ha fins a vuit vocals, depenent dels dialectes: /a/, /e/, /ɛ/, /i/, /o/, /ɔ/, /u/ i /ə/. L'última, anomenada sovint vocal neutra, és inexistent en els parlars occidentals i apareix només en posició àtona en els parlars orientals, a excepció d'alguns indrets de les Illes Balears, on també pot donar-se en síl·laba tònica.